# Freudenberg (Baden)

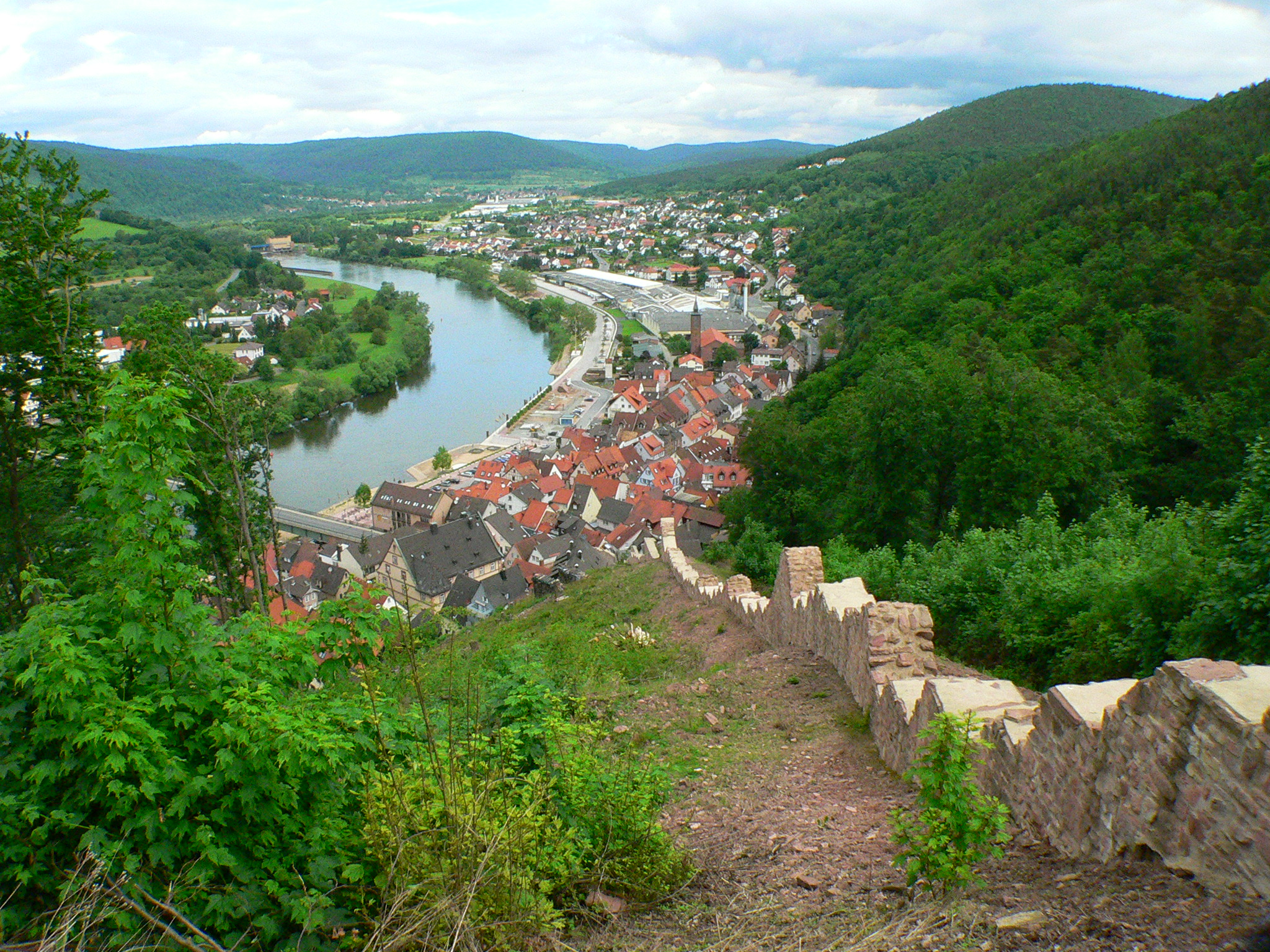
Stadtmauer und Altstadt von der Freudenburg aus gesehen

Freudenberg (ⓘ, lokale Aussprache: Fradeberch) ist eine Stadt am Main und liegt zwischen Würzburg und Miltenberg im fränkischen Nordosten Baden-Württembergs.

## Geographie

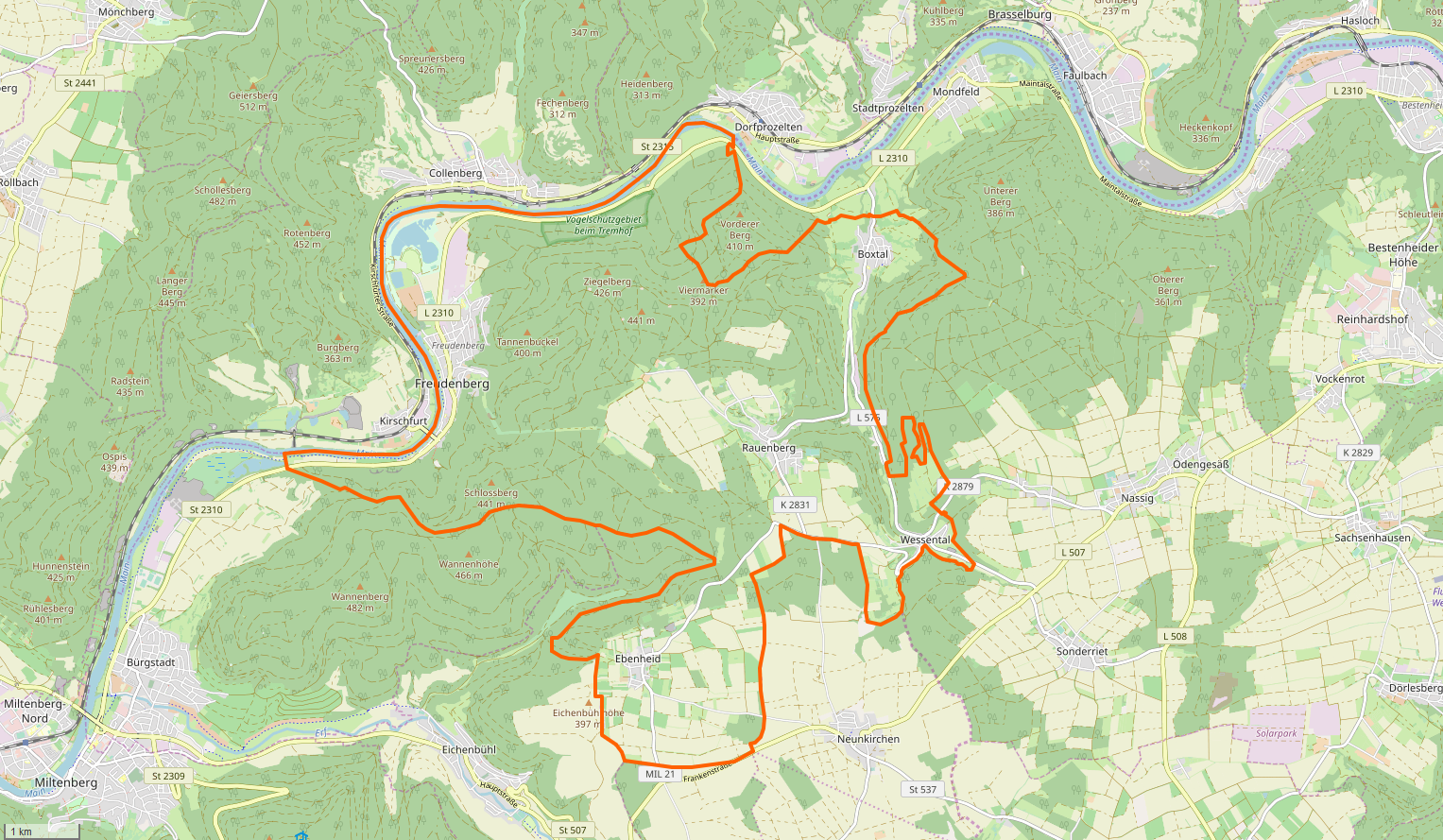
Gemarkung und Lage der Stadt Freudenberg

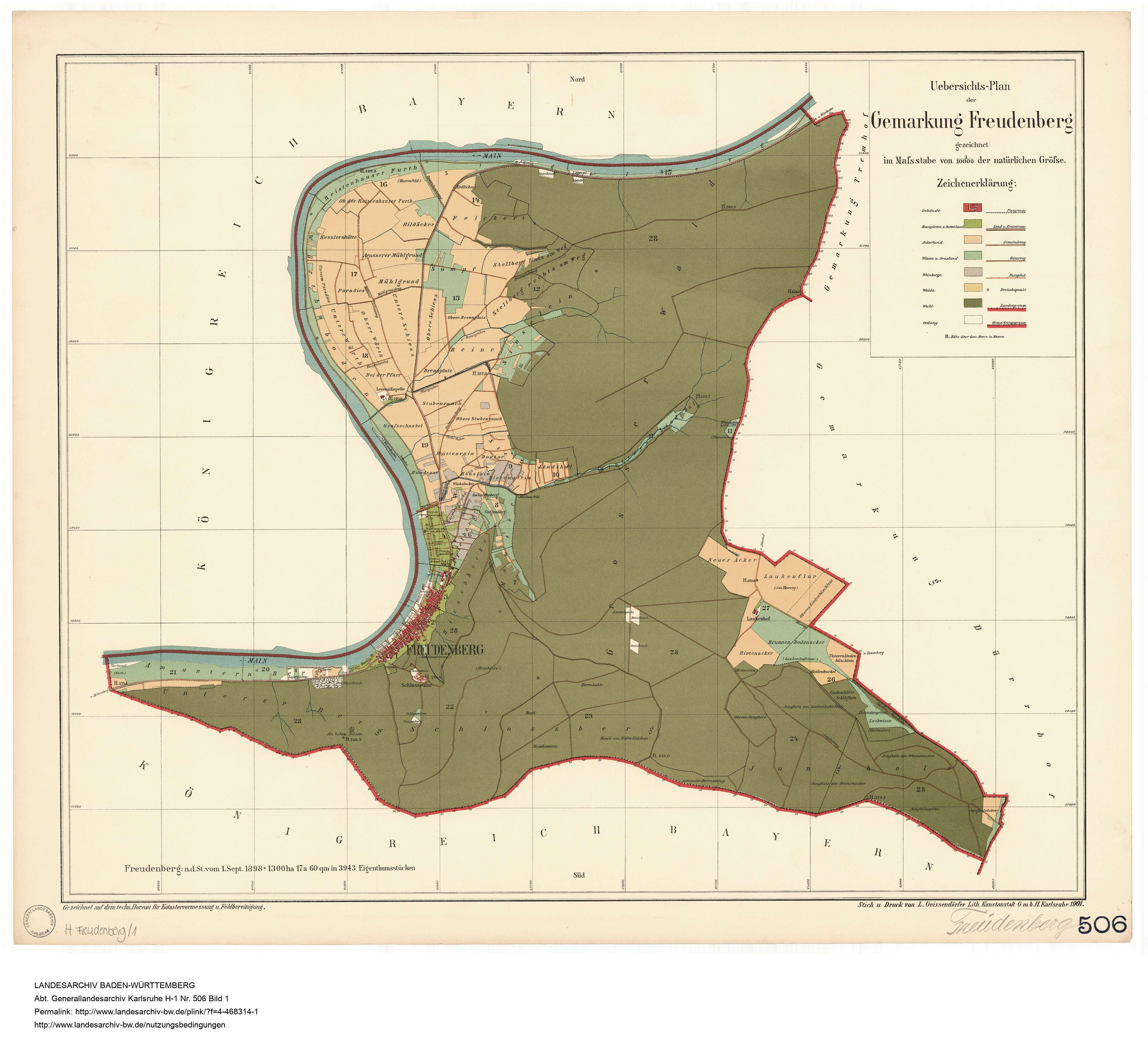
Gemarkung der Kernstadt Freudenberg, 1901

### Stadtgliederung
Zu Freudenberg gehören als Stadtteile neben der Kernstadt Freudenberg die ehemals selbstständigen Gemeinden Boxtal, Ebenheid, Rauenberg und Wessental.
- Zur ehemaligen Gemeinde Boxtal gehören das Dorf Boxtal (⊙), das Gehöft Tremhof (⊙) und der Wohnplatz Sägmühlen (⊙).
- Zur ehemaligen Gemeinde Ebenheid gehört das Dorf Ebenheid (⊙).
- Zur Stadt Freudenberg in den Grenzen vom 31. Dezember 1971 gehören die Stadt Freudenberg (⊙) und der Wohnplatz Laukenhof (⊙) sowie die abgegangene Ortschaften Lullenseit, Räuberschlößchen (auch Alte Burg) und Teufelsburg.
- Zur ehemaligen Gemeinde Rauenberg gehören das Dorf Rauenberg (⊙), die in Rauenberg aufgegangene Ortschaft Schafhof (auch Winden)[4] (⊙) und der Wohnplatz Dürrhof mit Forst- und Waldhaus (⊙) sowie die abgegangene Ortschaft Glappenhausen (hist.nicht belegt, eher Klapperhaus=Siechenhaus).
- Zur ehemaligen Gemeinde Wessental gehören das Dorf Wessental (⊙) und die Wohnplätze Antonius (Antons)-mühle (⊙) und Blankenmühle (⊙).

### Schutzgebiete
In Freudenberg gibt es zwei Landschafts- und zwei Naturschutzgebiete:
- Landschaftsschutzgebiet Wertheim: 3932,0 ha; Gemarkungen Freudenberg, Külsheim, Werbach und Wertheim; seit 1979.
- Landschaftsschutzgebiet Freudenberg: 1704,5 ha; Gemarkungen Freudenberg und Wertheim; seit 1984.
- Naturschutzgebiet Erlenwald Röte-Strüt: 7,6 ha; Gemeinde Freudenberg, Gemarkung Ebenheid.
- Naturschutzgebiet Vogelschutzgebiet beim Tremhof: 46,5 ha; Stadt Freudenberg, Gemarkung Freudenberg.

Das FFH-Gebiet Sandstein Spessart liegt teilweise auf der Gemarkung von Freudenberg. Daneben gibt es auf dem Gebiet der Stadt Freudenberg insgesamt 13 als Naturdenkmal geschützte Objekte.
Das mit Rechtsverordnung vom 19. März 1990 ausgewiesene Wasserschutzgebiet Freudenberg/Bürgstadt mit der WSG-Nr. 128220 umfasst eine geschützte Fläche von 170,12 Hektar. Daneben liegen noch Teile des Wasserschutzgebiets Mondfeld/Boxtal mit der WSG-Nr. 128140 mit einer Gesamtfläche von 831,8 Hektar in der Gemarkung des Stadtteils Boxtal.

### Flächenaufteilung
Nach Daten des Statistischen Landesamtes, Stand 2014.

## Geschichte

### Geschichte der Stadt Freudenberg

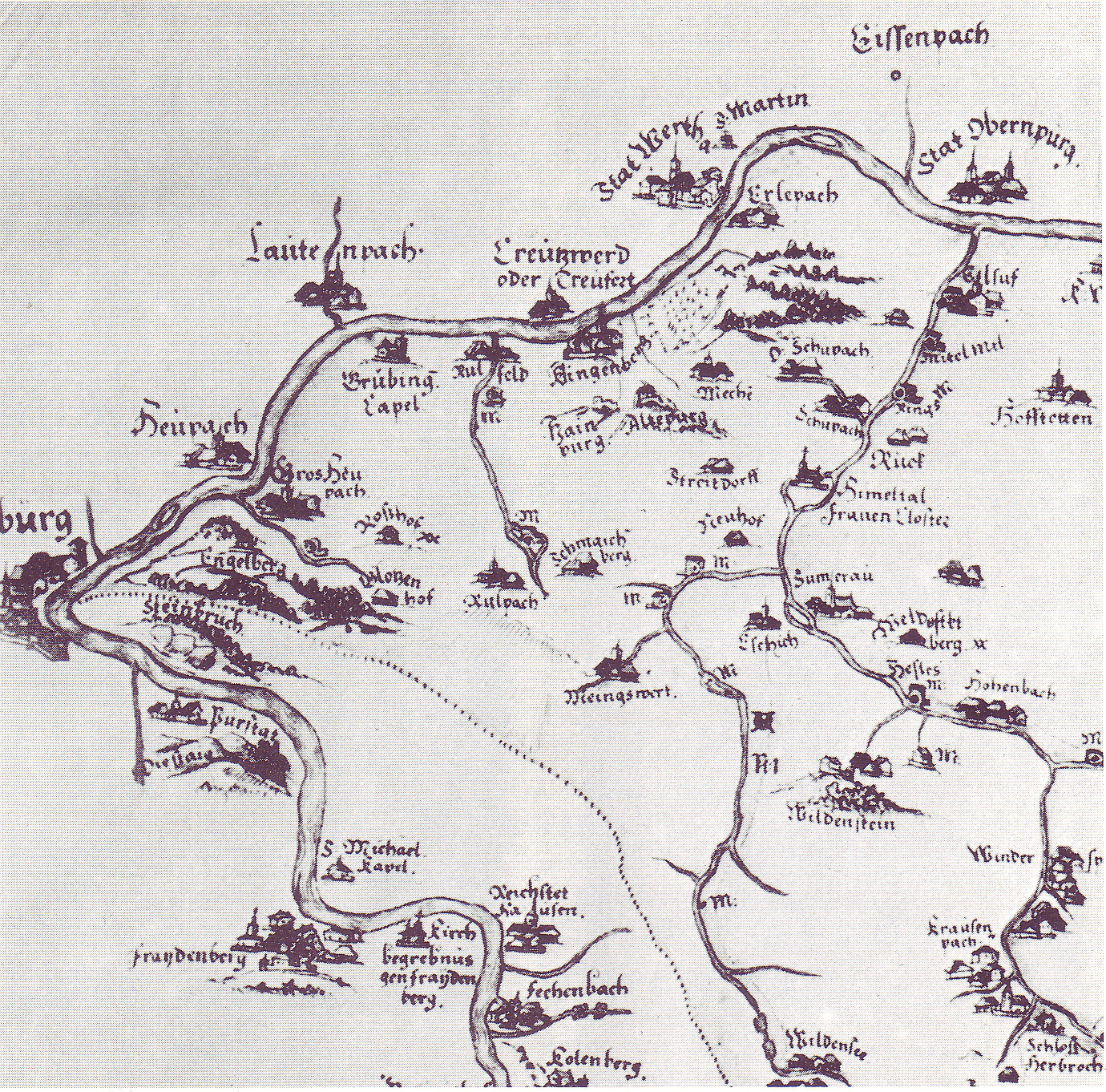
Freudenberg in der Karte des Spessarts von Paul Pfinzing von 1594 (Norden ist rechts)

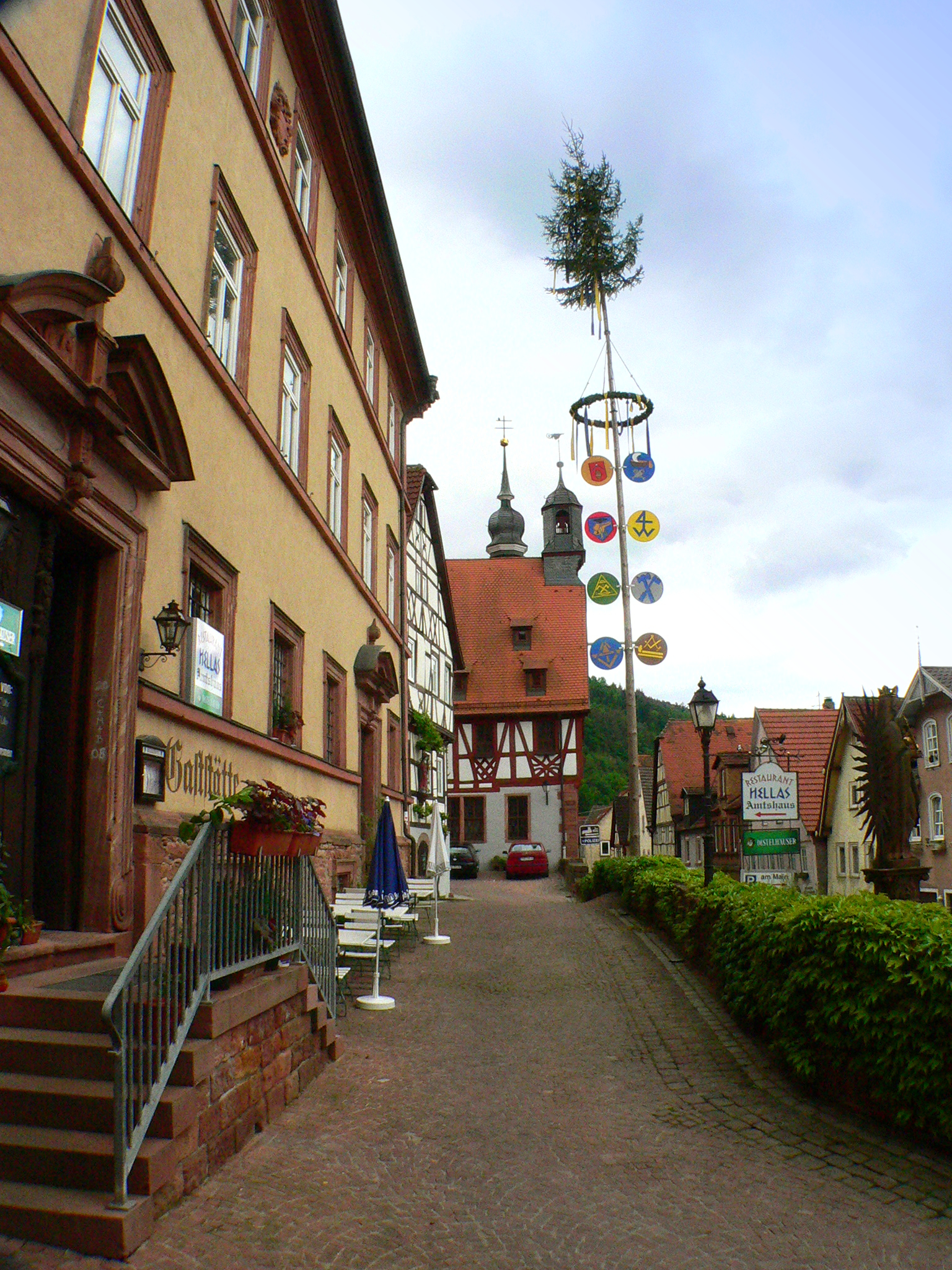
Stadt- und Rathaus

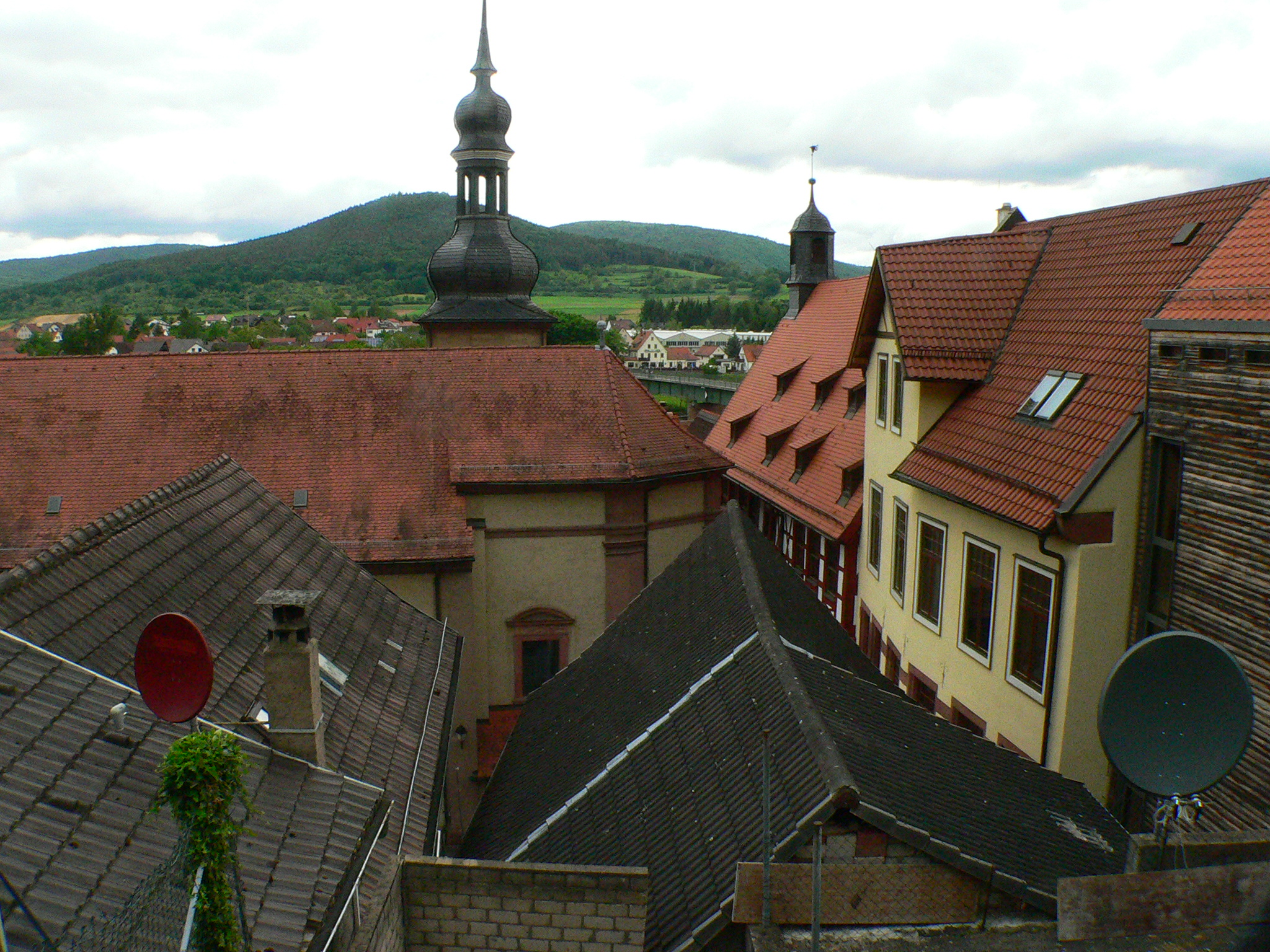
Schmale Gassen rund um St. Laurentius

#### Mittelalter
1159 wird Freudenberg als Lüllenseit erstmals urkundlich erwähnt. Zwischen 1160 und 1200 erbaut das Hochstift Würzburg, zu dem der Ort gehört, die Burg Frouwedenberch, deren Name sich auf die Siedlung überträgt. Im Jahre 1287 wird Freudenberg erstmals in einer Urkunde als Stadt (castrum et civitas = Burg und Stadt) bezeichnet. Am 9. September 1295 bestätigt der Würzburger Fürstbischof den Grafen von Wertheim die Belehnung mit Burg und Stadt. Kaiser Ludwig der Bayer verleiht 1333 das Gelnhäuser Stadtrecht an Wertheim. Damit ist das Recht verbunden, einen Wochenmarkt abzuhalten und die niedere Gerichtsbarkeit selbst durchzuführen. 1362 wird der Stadt durch Kaiser Karl IV. auch das Zollrecht verliehen. Vierzehn Jahre später erhält die Stadt vom Kaiser auch die Hochgerichtsbarkeit. Kirchlich gehört Freudenberg zu jener Zeit zum Bistum Mainz, weltlich jedoch zum Hochstift Würzburg. Die Stadt wird 1423 zum Sitz des Amtes Freudenberg, das neben der Stadt selbst auch Ebenheid, Boxtal und zwei Höfe umfasst.

#### Neuzeit
Nach dem Tod des letzten Wertheimer Grafen 1556 fällt das Lehen an das Hochstift Würzburg zurück. Nachdem zunächst die Grafen von Stolberg beliehen werden, gehen Stadt und Burg 1581 an die Herrschaft Löwenstein-Wertheim. Um die Wende zum 17. Jahrhundert trifft die Hexenverfolgung auch Freudenberg: 150 Bewohner der Stadt werden bis 1632 als Hexen und Hexer verbrannt. 1612 fällt die Stadt erneut an das Hochstift Würzburg zurück. Sie lag im Fränkischen Reichskreis.
Im Rahmen der Mediatisierung kommt Freudenberg 1803 an die Grafschaft Löwenstein-Wertheim-Freudenberg. Aber bereits 1806 wird die Stadt mit der Rheinbundakte badisch. Zunächst noch dem standesherrlichen Amt Löwenstein-Wertheim-Freudenberg zugehörig, kommt die Stadt mit dessen Auflösung 1813 zum Amt Wertheim, mit dem es 1938 im Landkreis Tauberbischofsheim aufgeht. Die Kreisreform 1973 führt schließlich zur Zugehörigkeit zum neuen Tauberkreis, der seit 1974 Main-Tauber-Kreis heißt. 1935 verliert Freudenberg das Stadtrecht, das dem Ort erst 1956 wieder verliehen wird. 1938 wird in der Reichspogromnacht die Synagoge zerstört, wobei der Gemeindediener Anton Beck die Thorarolle auf dem Rathausspeicher versteckt. Während des Zweiten Weltkriegs werden in der Nacht von Karfreitag auf Karsamstag 1945 die erste Mainbrücke und der eiserne Steg an der Schleuse durch deutsche Soldaten zerstört. Die zweite Mainbrücke wurde 1950 errichtet. Seit dem Jahr 1968 ist Freudenberg ein staatlich anerkannter Erholungsort. 

#### Eingemeindungen
- 1. Januar 1972: Boxtal, Ebenheid und Wessental[9]
- 31. Dezember 1972: Rauenberg[9]

### Freudenbergs Stadtteile und ihre Geschichte

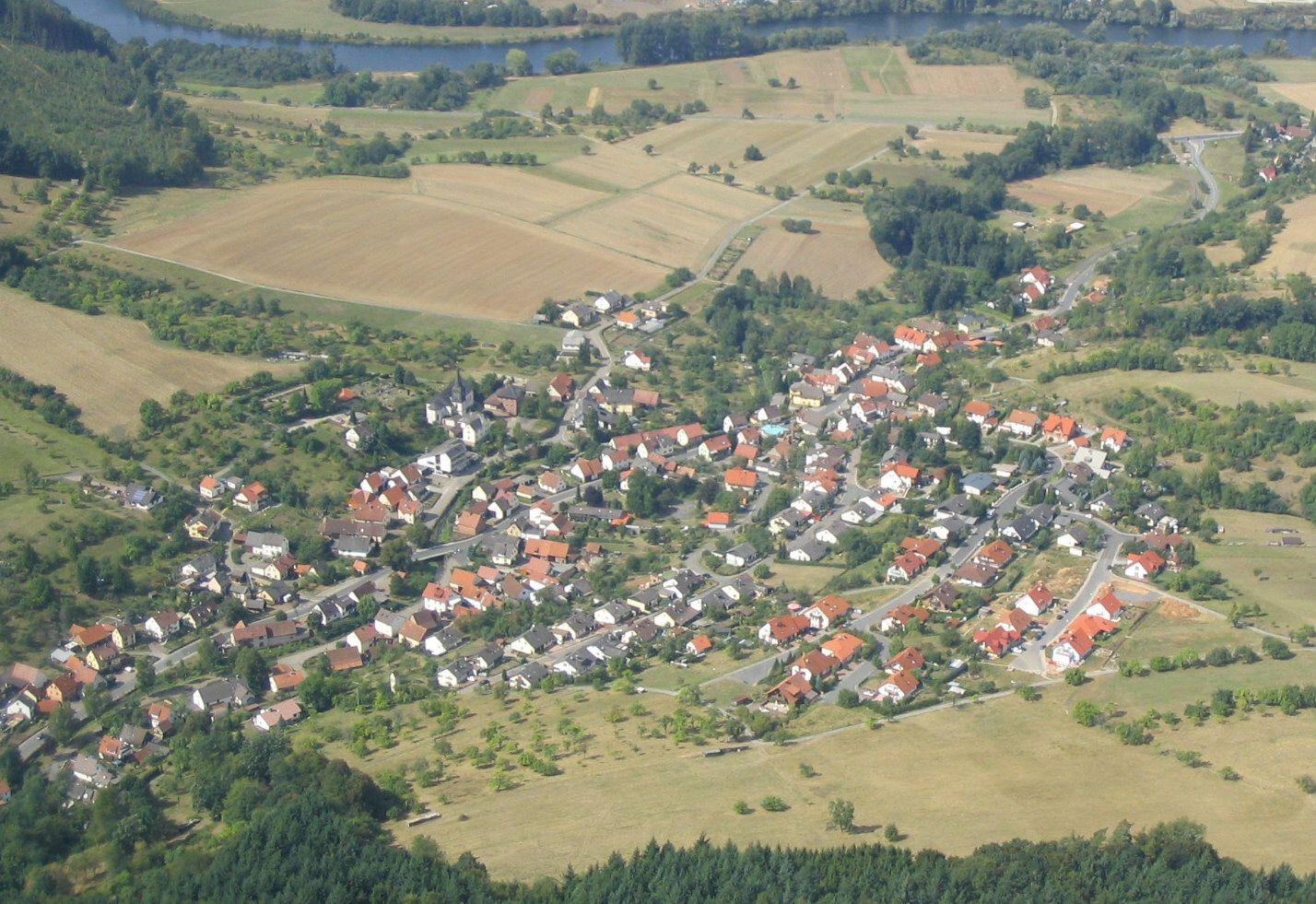
Luftbild Boxtals aus Südosten

| Boxtal        | Boxtal wurde erstmals 1181 als Bockeshol urkundlich erwähnt. 1396 wurde die Hälfte von Boxtal von den Herren von Riedern an die Grafen von Wertheim verkauft. Seit 1423 gehörte das Dorf zum Amt Freudenberg. 1612 fiel es mit dem gesamten Amt an das Hochstift Würzburg und teilte fortan das politische und kirchliche Schicksal Freudenbergs. 1925 wurde die Gemarkung Tremhof eingemeindet. Eine der Hauptattraktionen in Boxtal ist die wohl älteste deutsche Lourdeskapelle – gestiftet von Pfarrer Lorenz Englert. Die Kapelle wurde am 26. Juli 1885 eingeweiht. |
| Ebenheid      | Ebenheid wurde 1294 erstmals als Ebenothe urkundlich erwähnt. Seit 1317 war der Deutsche Orden Grundherr; seit 1423 gehörte das Dorf zum Amt Freudenberg. Ab 1545 waren die Grafen von Wertheim Herren über Ebenheid. 1612 fiel der Ort an das Hochstift Würzburg, womit er von nun an die Geschichte Freudenbergs teilte. |
| Rauenberg TBB | Es wird angenommen, dass der Weiler Wineden (ahd. „Grenzweide“), der 1214 erstmals erwähnt wurde, die Vorsiedlung der heutigen Ortschaft war. Anfänglich unter verschiedenen Adligen (wie Konrad von Dürn und den Schenken von Prozelten), kam ein Teil von Wineden in die Hand der Rüdt zu Collenberg (Lehnsherren derer von Dürn), namentlich des Deutschmeisters Konrad (Deutscher Orden). Dieser verlieh seinem Bruder Eberhard Rüdt von Collenberg am 3. Januar 1379 das Dorff zu Ruhenberg. Es war damals üblich, Ortschaften aufzulösen oder umzubenennen. Im 15. Jahrhundert übernahm Kurmainz die Herrschaft über Rauenberg, es wurde aber weiterhin von den Rüdt als Lehen verwaltet. Auch als Rauenberg seit dem 15./16. Jahrhundert ein eigenes Gericht und Schultheißen hatte, unterzeichneten die Rüdt noch als Dorfherren. 1576 gehörte Rauenberg zum Amt Miltenberg und zählte zwölf Haushaltungen. 1635 zog Kurmainz das Lehen ein, da die Rüdt im Mannesstamm erloschen, und Rauenberg wurde dem Oberamt Miltenberg, ab 1803 dem Amt Freudenberg unterstellt. 1813 wurde das Amt Freudenberg aufgelöst und dem Oberamt Wertheim unterstellt, und somit Rauenberg erstmals badisch. 1925 wurde der Dürrhof eingemeindet. 1936 wurde Rauenberg dem Landkreis Tauberbischofsheim zugeteilt. 1972 verlor Rauenberg seine Eigenständigkeit und wurde mit der Stadt Freudenberg vereinigt. Der Landschaftsmaler Franz Bronstert lebte und arbeitete teilweise in Rauenberg. |
| Wessental     | In einer Urkunde vom 28. Dezember 1309 wurde Wessental als Wezingenthal (Tal des Wezicco) erstmals erwähnt. |

### Einwohnerentwicklung
Die Bevölkerung der Stadt Freudenberg (1961 und 1970 mit den später eingegliederten Orten) entwickelte sich wie folgt:
| Jahr | Bevölkerung |
| ---- | ----------- |
| 1961 | 3560        |
| 1970 | 4011        |
| 1991 | 3943        |
| 1995 | 4124        |
| 2005 | 4030        |
| 2010 | 3904        |
| 2015 | 3800        |
| 2020 | 3738        |

Quellen: Gemeindeverzeichnis und Angaben des Statistischen Landesamtes

### Stadtarchiv
Das Archiv der Stadt Freudenberg wurde in das Teilarchiv des Main-Tauber-Kreises im Archivverbund Main-Tauber eingebracht. Der Archivverbund wurde im Jahre 1988 im ehemaligen Spital des Klosters Bronnbach unter der Trägerschaft des bereits 1978 gegründeten Staatsarchivs Wertheim eingerichtet.

## Religion

### Christentum
Die in Freudenberg 1525 eingeführte Reformation kann sich bis 1612 halten, als die Stadt an das Hochstift Würzburg zurückfällt. Im Dreißigjährigen Krieg wird die Stadt von 1631 bis 1633 noch einmal für zwei Jahre evangelisch. 1654 fällt die Stadt auch kirchlich vom Erzbistum Mainz an das Bistum Würzburg, zu dem es weltlich schon viele Jahrhunderte gehörte. Nach kurzer Zugehörigkeit (seit 1821) zum Bistum Speyer gehören die römisch-katholischen Christen der Seelsorgeeinheit Freudenberg im Dekanat Tauberbischofsheim seit 1827 zum Erzbistum Freiburg.

### Jüdische Gemeinde Freudenberg
In Freudenberg bestand eine jüdische Gemeinde seit dem Mittelalter, die bei einer Judenverfolgung im Jahre 1298 ausgelöscht wurde. Bereits nach 1442 wurden wieder Juden im Ort genannt. Im 16./17. Jahrhundert kam es zur Entstehung einer neuzeitlichen jüdischen Gemeinde in Freudenberg, die bis zur Zeit des Nationalsozialismus bestand. Die jüdische Gemeinde Freudenberg besaß die Synagoge Freudenberg, eine Religionsschule und ein rituelles Bad.

## Politik

### Gemeinderat
In Freudenberg wird der Gemeinderat nach dem Verfahren der unechten Teilortswahl gewählt. Diese garantiert den Ortsteilen eine festgelegte Anzahl von Sitzen. Aus dem Hauptort Freudenberg kommen mindestens neun, aus Boxtal und Rauenberg jeweils mindestens drei, aus Ebenheid mindestens zwei Räte sowie aus Wessental mindestens ein Gemeinderat. Der Gemeinderat hat normalerweise 16 Mitglieder. Dabei kann sich die Zahl der Gemeinderäte durch Überhangmandate (Ausgleichssitze) verändern. 2024 besteht er aus 17 gewählten ehrenamtlichen Gemeinderäten und dem Bürgermeister als Vorsitzendem. Der Bürgermeister ist im Gemeinderat stimmberechtigt.
Die Kommunalwahl am 9. Juni 2024 führte zu folgendem Ergebnis.
| Parteien und Wählergemeinschaften | Parteien und Wählergemeinschaften           | % 2024  | Sitze 2024 | % 2019 | Sitze 2019 | Kommunalwahl 2024 %706050403020100 62,39 % (−2,71 %p)19,65 % (−2,25 %p)17,97 % (+4,97 %p) CDUFWSPD20192024 |
| CDU                               | Christlich Demokratische Union Deutschlands | 62,39   | 11         | 65,1   | 13         | Kommunalwahl 2024 %706050403020100 62,39 % (−2,71 %p)19,65 % (−2,25 %p)17,97 % (+4,97 %p) CDUFWSPD20192024 |
| FW                                | Freie Wähler Freudenberg                    | 19,65   | 3          | 21,9   | 4          | Kommunalwahl 2024 %706050403020100 62,39 % (−2,71 %p)19,65 % (−2,25 %p)17,97 % (+4,97 %p) CDUFWSPD20192024 |
| SPD                               | Sozialdemokratische Partei Deutschlands     | 17,97   | 3          | 13,0   | 3          | Kommunalwahl 2024 %706050403020100 62,39 % (−2,71 %p)19,65 % (−2,25 %p)17,97 % (+4,97 %p) CDUFWSPD20192024 |
| gesamt                            | gesamt                                      | 100,0   | 17         | 100,0  | 20         | Kommunalwahl 2024 %706050403020100 62,39 % (−2,71 %p)19,65 % (−2,25 %p)17,97 % (+4,97 %p) CDUFWSPD20192024 |
| Wahlbeteiligung                   | Wahlbeteiligung                             | 67,03 % | 67,03 %    | 58,5 % | 58,5 %     | Kommunalwahl 2024 %706050403020100 62,39 % (−2,71 %p)19,65 % (−2,25 %p)17,97 % (+4,97 %p) CDUFWSPD20192024 |

### Bürgermeister
Roger Henning wurde im November 2014 mit 54,5 Prozent der Stimmen zum Bürgermeister gewählt. Am 2. Oktober 2022 wurde er mit 88,4 Prozent der Stimmen für eine zweite Amtszeit wiedergewählt.
Siehe auch: Liste der Bürgermeister der Stadt Freudenberg

### Städtepartnerschaft
- Saint-Arnoult-en-Yvelines, Frankreich, seit 4. Mai 1994

### Hoheitszeichen

Hissflagge
Bannerflagge

| Stadtwappen von Freudenberg | Blasonierung: „In geviertem Schild; Feld 1: In Silber ein halber, rot bewehrter und rot bezungter schwarzer Adler am Spalt; Feld 2: In Blau ein goldener Wellenbalken; Feld 3: In Blau eine sechsblättrige goldene Rose; Feld 4: In Silber ein gerundeter schwarzer Dreifels.“ |
| Stadtwappen von Freudenberg | Wappenbegründung: Freudenberg erhielt 1333 die Stadtrechte. Die Stadt führte im 14. Jahrhundert ein Siegel mit Adler und Rose, das aus dem Wappen der damaligen Grafen von Wertheim-Breuberg stammte. 1612/1617 ging die Stadt in den Besitz des Bistums Würzburg über und die neuen Siegel zeigten den Hl. Laurentius, den Landespatron, sowie das Wappen des Bistums. Siegel mit ähnlichen Zusammensetzungen wurden bis zum Ende des 19. Jahrhunderts verwendet. Halbadler und Rose symbolisieren die Grafen von Wertheim, Fels und Wellenbalken symbolisieren die hügelige Landschaft am Mainufer. Stadtwappen und -flagge wurden am 6. Dezember 1962 vom Innenministerium Baden-Württembergs genehmigt. |

## Kultur und Sehenswürdigkeiten

### Tourismus

#### Badesee im Seepark Freudenberg
Im Seepark Freudenberg befindet sich ein öffentlich zugänglicher Badesee (⊙), der Eintritt kostet. Die Anlage ist Montag bis Donnerstag von 10–19 Uhr, Freitag bis Sonntag und in den Schulferien von 9–20 Uhr geöffnet. Es gibt einen Kiosk und ein Restaurant sowie sanitäre Anlagen.

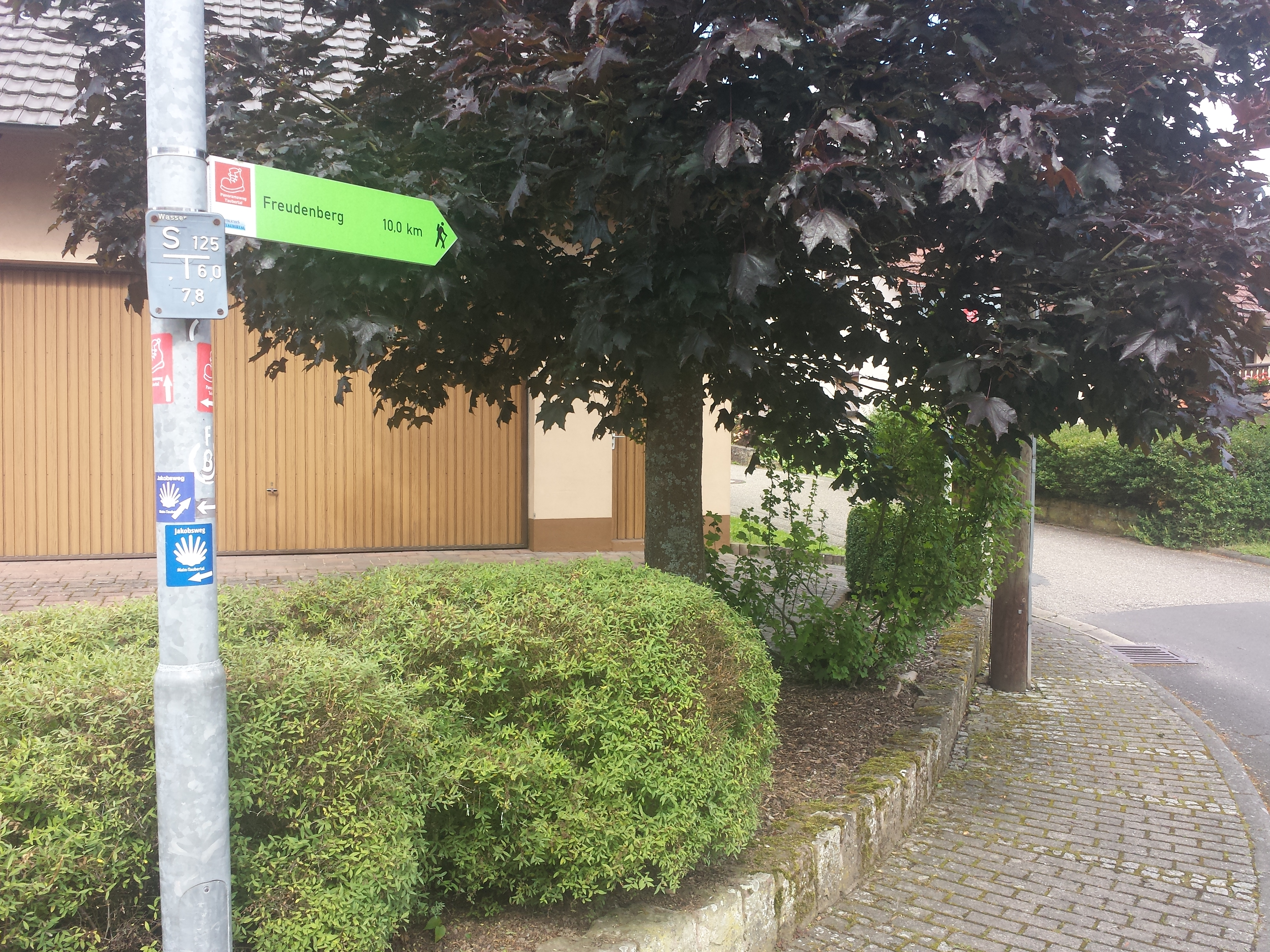
Der Jakobsweg Main-Taubertal an einer Kreuzung in Boxtal

#### Ferienstraßen
Freudenberg liegt an der Nibelungenstraße, die an vielen Sehenswürdigkeiten vorbeiführt.

#### Rad- und Wanderwege
Freudenberg liegt am Main-Radweg und am Radweg Liebliches Taubertal – der Sportive. Der Main-Radweg ist ein Teil der D-Route 5 (Saar-Mosel-Main).
Am Rathaus von Freudenberg ist der östliche Einstieg zum Nibelungensteig, einem 130 Kilometer langen, zertifizierten Fernwanderweg, der den Odenwald von Westen nach Osten komplett durchzieht. Der etwa 180 km lange Jakobsweg Main-Taubertal führt durch Freudenberg und Boxtal. Der etwa 130 km lange Panoramaweg Taubertal endet in der Stadt. Durch Freudenberg verläuft auch der Fränkische Marienweg.
Der erste Rundwanderweg im Lieblichen Taubertal (LT 1) mit der Bezeichnung Zu den Heunensteinen beginnt und endet in Freudenberg.

### Bauwerke und Kulturdenkmale

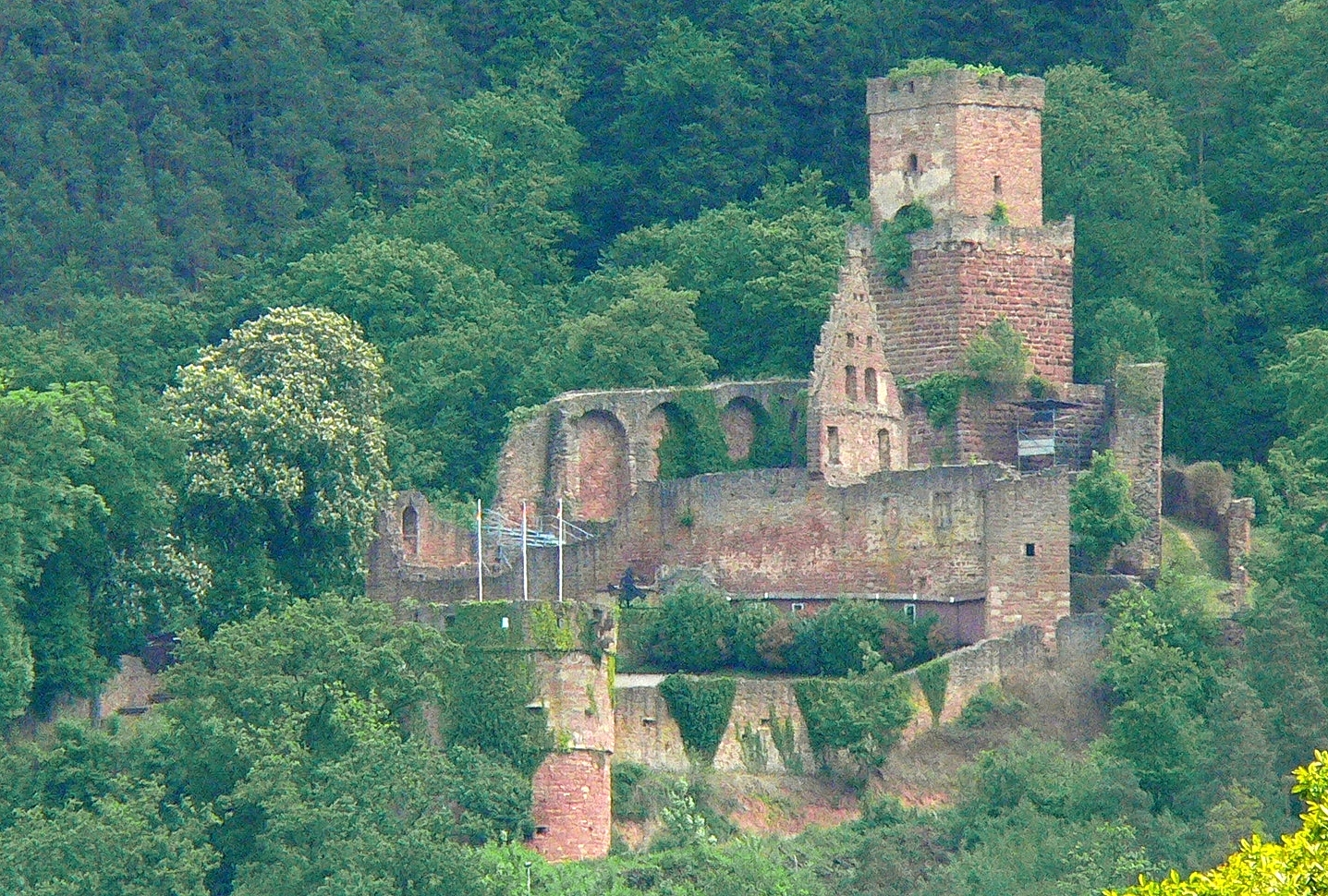
Freudenburg

#### Gesamtanlage Freudenberg
Der historische Stadtkern Freudenbergs steht als Gesamtanlage Freudenberg seit 2004 unter Denkmalschutz.

#### Burg Freudenberg
Oberhalb der Stadt erhebt sich die Ruine der Burg Freudenberg, die auf das späte 12. Jahrhundert zurückgeht.

#### Kirchen und Kapellen
Die Friedhofskapelle St. Laurentius stammt in ihren ältesten Teilen von 1149. Die römisch-katholische Alte Laurentiuskirche wurde 1691/92 errichtet. Eine neue Laurentiuskirche wurde im Jahre 1957 ebenfalls dem heiligen Laurentius von Rom geweiht. Die Kirche in Boxtal ist dem Hl. Nikolaus geweiht. Der Patron der Kirche Rauenberg ist der Hl. Wendelinus. Die Kirche in Wessental ist zu Ehren der Muttergottes unter das Patronat Sieben Schmerzen Mariens gestellt. Der Hl. Leonhard ist der Patron der Kirche von Ebenheid.

#### Sendeanlagen
Der Kommunikationsversorgung dient der Sender Rauenberg, der für die Versorgung der Orte östlich von Rauenberg zuständig ist. Die Kernstadt Freudenberg wird vom Sender Kirschfurt versorgt.

### Naherholung
Ein öffentlicher Bücherschrank und eine Kneipp-Anlage befinden sich im Maingarten an der Freudenberger Main-Promenade. Eine weitere Kneipp-Anlage befindet sich im Stadtteil Rauenberg am Friedhof.

### Theater
Der Burgschauspielverein spielt seit 1987 in jedem ungeraden Jahr weithin beachtetes Freilichttheater auf der Freudenburg.

### Vereine
In über 70 Vereinen engagieren sich viele Freudenberger Bürger. Neben drei Sportvereinen, drei Musikvereinen, zwei DLRG-Gruppen, vier Gesangvereinen und zwei Kirchenchören existieren in Freudenberg und seinen vier Stadtteilen auch nicht alltägliche Vereine, wie beispielsweise ein Burgschauspielverein.

## Wirtschaft und Infrastruktur

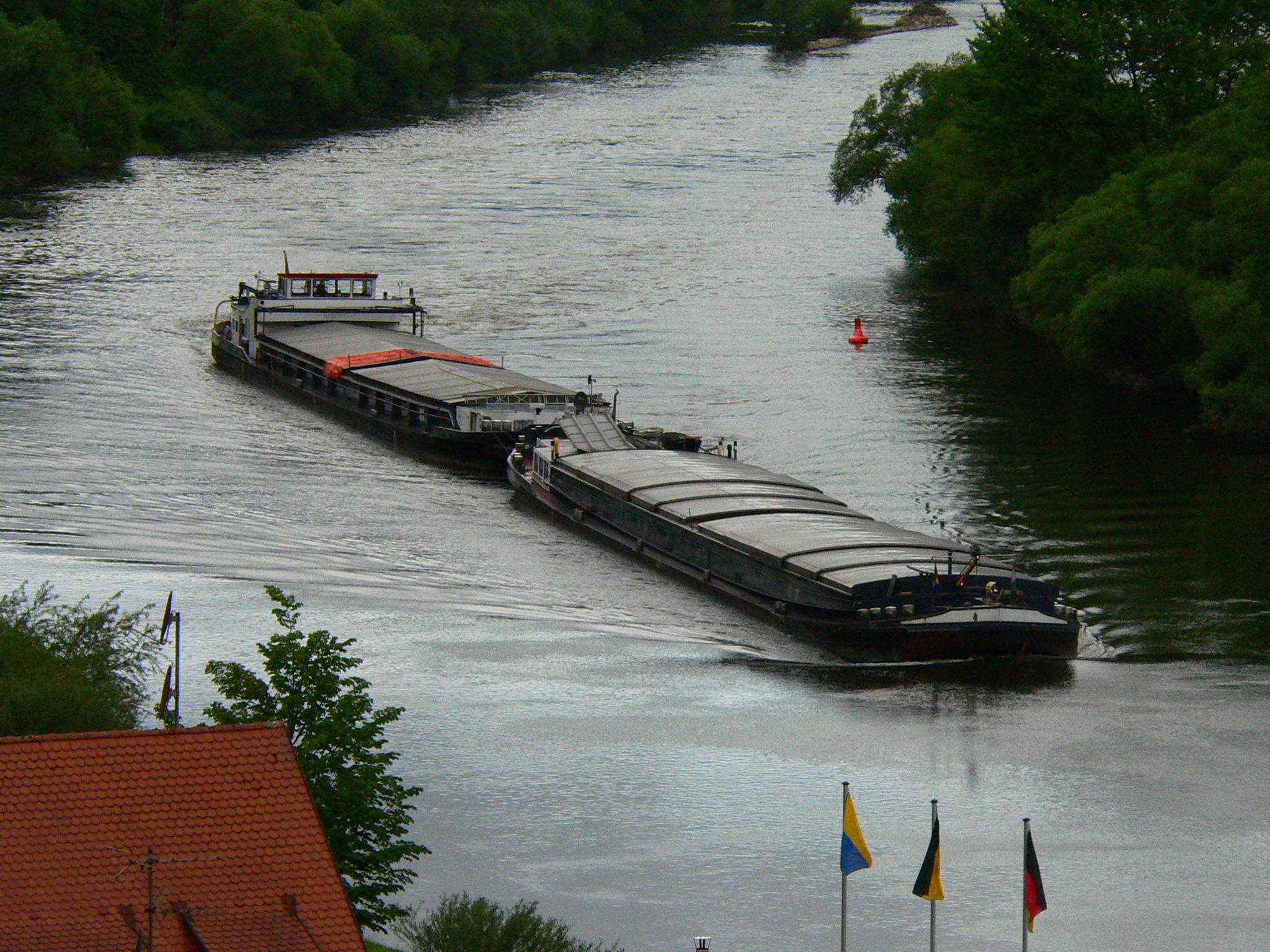
Schubverband vor Freudenberg

### Verkehr

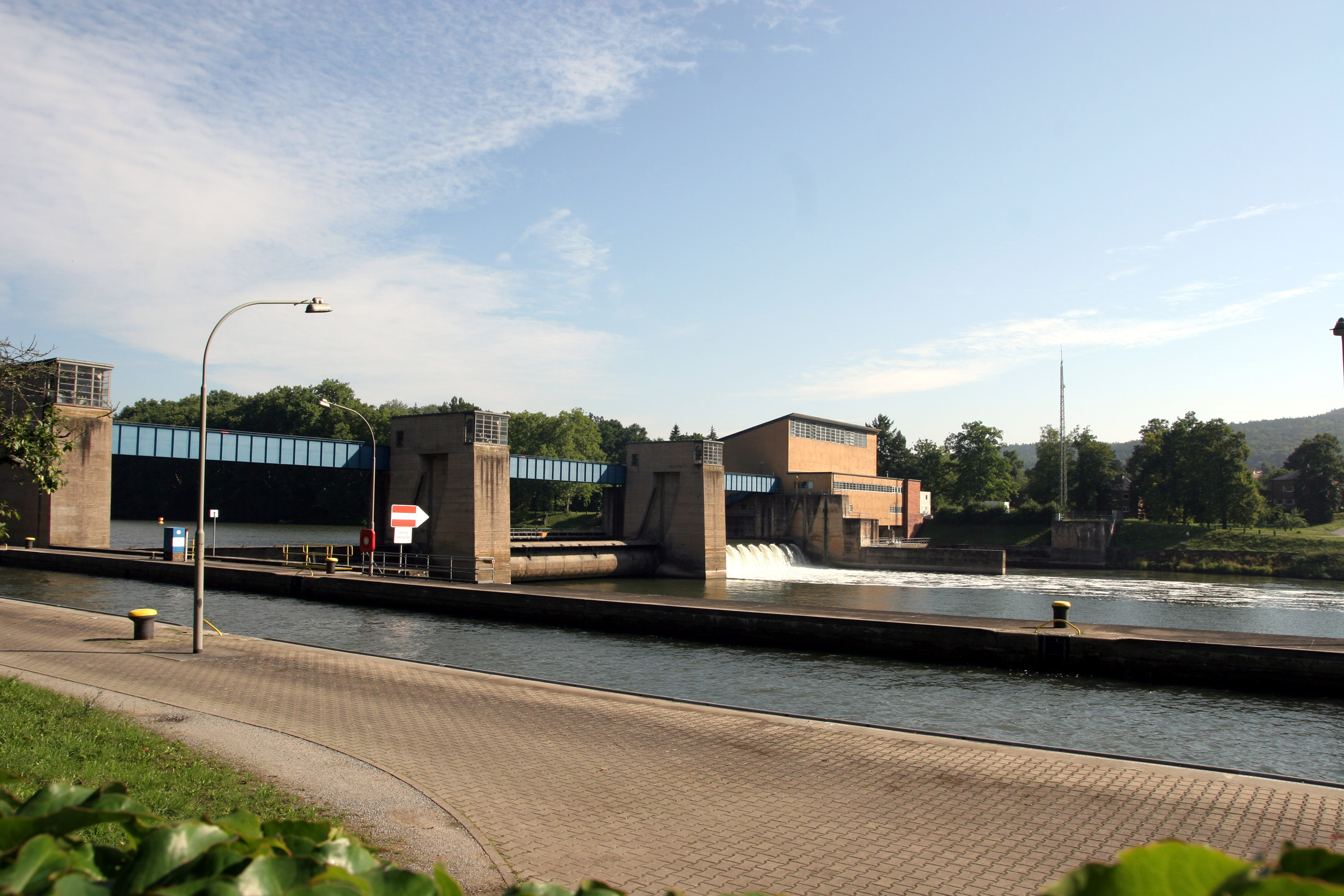
Die Schleuse Freudenberg

Freudenberg ist durch die Bahnstrecke Miltenberg West–Wertheim an das überregionale Schienennetz angebunden, wobei sich der Haltepunkt Freudenberg-Kirschfurt, bis 2008 als Freudenberg (Main) bezeichnet, jenseits des Mains in Bayern im Ortsteil Kirschfurt der Gemeinde Collenberg befindet.
Eine Straßenbrücke über den Main besitzt der Ort seit 1907. Freudenberg ist über die L 2310 (Hauptstraße) und die L 2315 bzw. St 2315 (Mainbrücke) zu erreichen.
Durch eine Alltagsroute aus dem Radnetz Baden-Württemberg ist Freudenberg mit Wertheim und Richtung Bürgstadt und Miltenberg verbunden.
Touristische Radfernwege sind unter Rad- und Wanderwege aufgeführt.
Bei Mainkilometer 133,9 befindet sich die Schifffahrtsschleuse Freudenberg. Die Schleuse hat eine Länge von 300 m und eine Breite von 12 m. Die Fallhöhe beträgt 4,51 m.

### Wirtschaft
Der Unternehmenshauptsitz der Rauch Möbelwerke ist seit der Gründung im Jahr 1897 in Freudenberg, wo 1300 Mitarbeiter beschäftigt sind.

### Bildung
In Freudenberg gibt es mit der Lindtal-Schule eine Grund-, außerdem die Eichwald-Grundschule in Rauenberg sowie eine Städtische Musikschule.